# Округ Френклин (Луизијана)
Френклин (енгл. Franklin Parish) је округ у америчкој савезној држави Луизијана.

## Демографија
По попису из 2010. године број становника је 20.767, што је 496 (-2,3%) становника мање него 2000. године.
| Група             | 2000.          | 2010.          |
| Белци             | 14.197 (66,8%) | 13.853 (66,7%) |
| Афроамериканци    | 6.721 (31,6%)  | 6.537 (31,5%)  |
| Азијати           | 40 (0,2%)      | 42 (0,2%)      |
| Хиспаноамериканци | 160 (0,8%)     | 196 (0,9%)     |
| Укупно            | 21.263         | 20.767         |